# Ella Gmeiner
Ella Gmeiner   (Brașov, 12 de novembre de 1874 - Stuttgart, 24 de desembre de 1954) va ser un cantant d'òpera alemany (mezzosoprano).
La seva germana era la famosa cantant de Lied Lula Mysz-Gmeiner, i el seu germà el baríton baix Rudolf Gmeiner. Va ser alumna d'Etelka Gerster. Va debutar el 1904 al Konzerthaus de Berlín. Després van seguir compromisos al "Weimarer Hoftheater i el Münchner Hofoper" i actuacions de convidats a Wiesbaden, Stuttgart, Köln, Amsterdam, Covent Garden de Londres, Amsterdam i Bucarest.
Des del 1922 es va dedicar exclusivament al concert i al cant de Lied. També va treballar com a professora de música i de cant.